# Высотский, Николай Григорьевич
Николай Григорьевич Высотский (4 (16) мая 1846—1911?) — русский педагог-историк, директор ряда гимназий, действительный статский советник.

## Биография
Родился 4 (16) мая 1846 года; происходил из мещанского сословия. Учился в пансионе Р. И. Циммермана (1857 — ок. 1861). В 1868 году со степенью кандидата окончил историко-филологический факультет Императорского Московского университета — ученик Герье.
В 1872—1874 годах стажировался за казённый счёт за границей. В службу вступил 9 февраля 1878 года: в 1878—1886 годах преподавал историю в Лазаревском институте восточных языков, а в период 1882—1892 годов был ещё и правителем канцелярии попечителя Московского учебного округа.
С 14 ноября 1892 года по 5 августа 1906 года он был директором Ярославской мужской гимназии; затем «без прошения» переведён в Тульскую гимназию за «сочувствие либерализму»; в 1908—1911 годах был директором 2-й Московской гимназии.
Действительный статский советник с 1 января 1904 года.
Награды:
- орден Святого Станислава 2-й ст. (1896)
- орден Святой Анны 2-й ст. (1901)
- орден Святого Владимира 3-й ст. (1906)[2]

Жена: Александра Александровна Атрыганьева, выпускница Женевской консерватории. У них 5 детей, 4 сына и дочь, в их числе: Николай (школьный учитель, окончил исторический факультет Петербургского университета) и Ольга (1885—1966)— актриса Мейерхольдовского театра.

## Источник
- Гушель Р. З. Из истории движения за обновление отечественного образования на рубеже XIX—XX веков // «Математика в высшем образовании» Архивная копия от 26 декабря 2016 на Wayback Machine. — 2011. — № 9. — С. 87. — ISSN 1729-5440.